# Reykjanes (Breiðafjörður)
Die Halbinsel Reykjanes liegt im Breiðafjörður im Westen Islands. Sie befindet sich im östlichsten Eck des großen Fjords.
Auf dieser Halbinsel liegt der Ort Reykhólar, nach dem auch die Gemeinde (Reykhólahreppur) benannt ist. Nördlich des Orts liegt der Reykjanesfjall. Neben einem Küstenstreifen ragt das Innere mit steilen Hängen bis auf 480 m empor. Die Landenge zwischen dem Berufjörður im Süden und dem  Þorskafjörður ist knapp 3 km breit. 